# Dorota Buczkowska (lekkoatletka)
Dorota Buczkowska (ur. 26 sierpnia 1969 w Lublinie, zm. we wrześniu 2022) – polska lekkoatletka, specjalizująca się w biegach średnich, mistrzyni Polski, brązowa medalistka mistrzostw świata juniorów (1988).

## Kariera sportowa
Była zawodniczką Startu Lublin.
Reprezentowała Polskę już jako juniorka. Na mistrzostwach świata juniorów w 1986 odpadła w półfinale biegu na 800 metrów, z czasem 2:05,82, na mistrzostwach Europy juniorów w 1987 zajęła w tej samej konkurencji 5. miejsce, z czasem 2:03,69, a na mistrzostwach świata juniorów w 1988 wywalczyła w tej samej konkurencji brązowy medal, z wynikiem 2:02,94. Startowała też w finale A Pucharu Europy w 1989, zajmując w biegu na 800 metrów 8. miejsce, z czasem 2:03,62.
Na mistrzostwach Polski seniorek na otwartym stadionie wywalczyła cztery medale, w tym jeden złoty w biegu na 800 w 1989 oraz trzy srebrne - w sztafecie 4 x 400 m w 1986, w biegu na 800 m w 1987, w biegu na 1500 m w 1989. Trzykrotnie zdobyła halowe wicemistrzostwo Polski: w biegu na 800 m w 1989 i 1990 oraz w biegu na 1500 m w 1990.
W 1990 wyjechała do USA, studiowała ekonomię Brighton Young University, w którego barwach startowała także w latach 1990-1993 w zawodach lekkoatletycznych. Jej największym sukcesem było 7. miejsce w akademickich (NCAA) mistrzostwach USA w biegu na 800 metrów i 8. miejsce w akademickich mistrzostwach USA w biegu przełajowym w tym samym roku.
Rekordy życiowe:
- 400 m – 54,74 (20.06.1987)
- 800 m – 2:02,44 (26.06.1988)
- 1500 m – 4:14,28 (16.08.1989)
- 3000 m – 9:26,02 (12.07.1991)